# Гас до даске 2
Гас до даске 2 (енгл. Rush Hour 2) је америчка акциона комедија из 2001. године режисера Брета Ратнера, са Џекијем Ченом и Крисом Такером у главним улогама. Представља директан наставак филма Гас до даске из 1998. године, и радња наставља причу о инспектору Лију и детективу Џејмсу Картеру, који се након успешно обављеног задатка у САД-у налазе на заслуженом пословном одмору у Хонг Конгу, но њихов одмор убрзо прекида бомбашки напад на Америчку Амбасаду.
Премијерно је реализован у биоскопе САД-а 3. августа 2001. године. Филм је остварио јако добар комерцијални успех на благајнама, и са укупним бруто приходом који се процењује на 347.3 милиона $, постао је најуспешнији филм у том сегменту из серијала, а такође и 11. филм по заради из 2001. године. Гас до даске 2 је такође успео да надмаши филм Карате Кид из 1984. године као акциони филм борилачких вештина са највећом зарадом, а био је и рангиран као други другарски комични филм са најбољом зарадом, иза филма Људи у црном из 1997. године.
Добио је претежно помешане критике, и знатно је боље прихваћен код публике него код критичара, што се може лако уочити на сајту Ротен томејтоуз где од стране критичара има проценат од 52%, док је од публике оцењен са 74%. Наставак Гас до даске 3 премијерно је објављен 2007. године.

## Радња
Након успешно завршеног задатка у САД-у, инспектор Ли и детектив Џејмс Картер се налазе на заслуженом пословном одмору у Хонг Конгу. Али њихов краткотрајни предах убрзо прекида Лијев телефонски позив у којем му је саопштено да је бачена бомба на Америчку Амбасаду и да је додељен случају, а како Ли не може да одбије, пошто му је саопштено да је полицијски партнер његовог покојног оца, Рики Тан, некако умешан у злочин, он и Картер одмах крећу у акцију...

## Улоге
| Глумац             | Улога                 |
| ------------------ | --------------------- |
| Џеки Чен           | инспектор Ли          |
| Крис Такер         | детектив Џејмс Картер |
| Џон Лоун           | Рики Тан              |
| Алан Кинг          | Стивен Рејн           |
| Розлин Санчез      | Изабела Молина        |
| Харис Јулин        | агент Стерлинг        |
| Џанг Цији          | Ху Ли                 |
| Кенет Цанг         | капетан Чин           |
| Џоел Макинон Милер | Текс                  |
| Дон Чидл           | Кени                  |
| Џереми Пивен       | продавац Версачеа     |